# Danzas afrocubanas

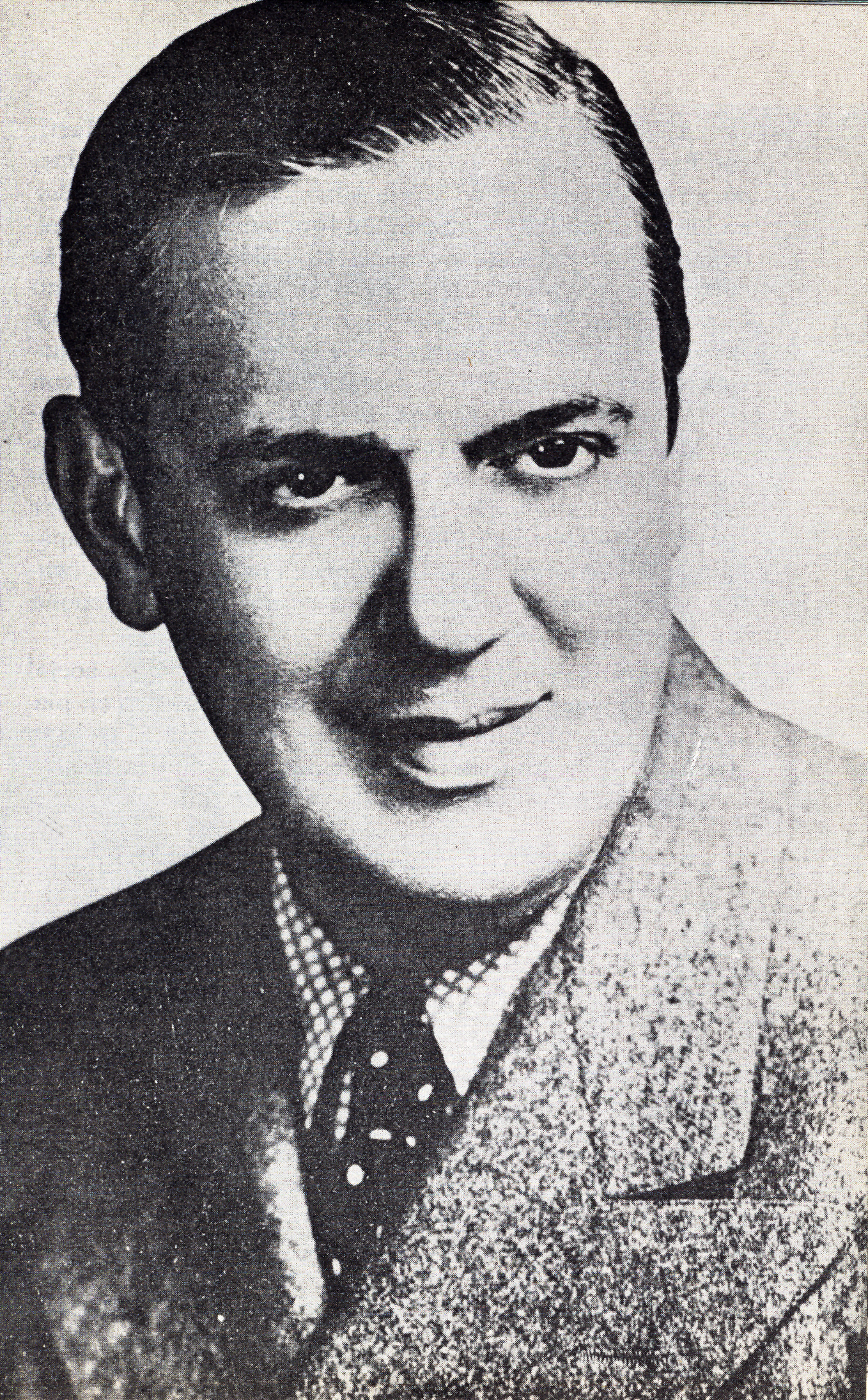
Ernesto Lecuona

Danzas afrocubanas es una serie de piezas para piano escritas por el compositor cubano Ernesto Lecuona entre 1929 y 1934. Representa uno de los primeros ejemplos de inclusión de ritmos y temas afrocubanos en la música clásica. Su originalidad y su dificultad técnica le aseguraron a su autor el reconocimiento internacional. La suite ha sido interpretada por numerosos pianistas en todo el mundo y ampliamente utilizada en la cultura popular. 

### Lista de piezas
La suite de Danzas afrocubanas contiene las siguientes piezas:
1. La conga de medianoche
2. Danza negra
3. ¡Y la negra bailaba!
4. Danza de los ñáñigos
5. Danza lucumí
6. La comparsa

## Historia
A los cinco años, junto a su hermana Ernestina, quien también fue compositora, Ernesto Lecuona comenzó a experimentar con el rico y diverso patrimonio musical de Cuba. Lecuona tenía un profundo conocimiento de la cultura afrocubana y se inspiró en ella para sus composiciones. A los 11 años, compuso y creó su primera pieza, la marcha Cuba y América, "pespunte primero de su vocación panamericana".
La sonoridad de las Danzas afrocubanas fue innovadora en su épocapuesto que la música de origen africano era habitualmente rechazada por la clase dominante, por lo que Lecuona asumía un gran riesgo. Sin embargo, se unió a su contemporáneo Ignacio Cervantes y se consolidó como un compositor original al fusionar los ritmos afrocubanos con la música clásica.
Cada pieza se distingue por la combinación de elementos africanos y europeos. Las teclas de los registros graves generan un sonido de percusión para emular el toque de los tambores, con síncopas características del Caribe. Por otro lado, las teclas más agudas producen una melodía ligera y suave que evoca elementos del bolero y también incorpora rasgos melódicos europeos. Las dos partes, unidas, crean un contraste distintivo para el oyente. Lecuona emplea esta combinación para resaltar lo cubano y su herencia africana en el contexto de las vanguardias artísticas. Esta mezcla de ritmos y culturas constituye la característica principal de su obra como compositor.

## Pautas de interpretación y dificultad técnica
Para definir cómo debía interpretarse la suite, Lecuona dejó una introducción escrita, algo poco común en la composición clásica. Con ello deseaba asegurarse de que el espíritu de ese sincretismo musical se preservara, por lo que elaboró un manuscrito para guiar a futuros intérpretes en la forma en que él imaginaba la ejecución de la obra. 

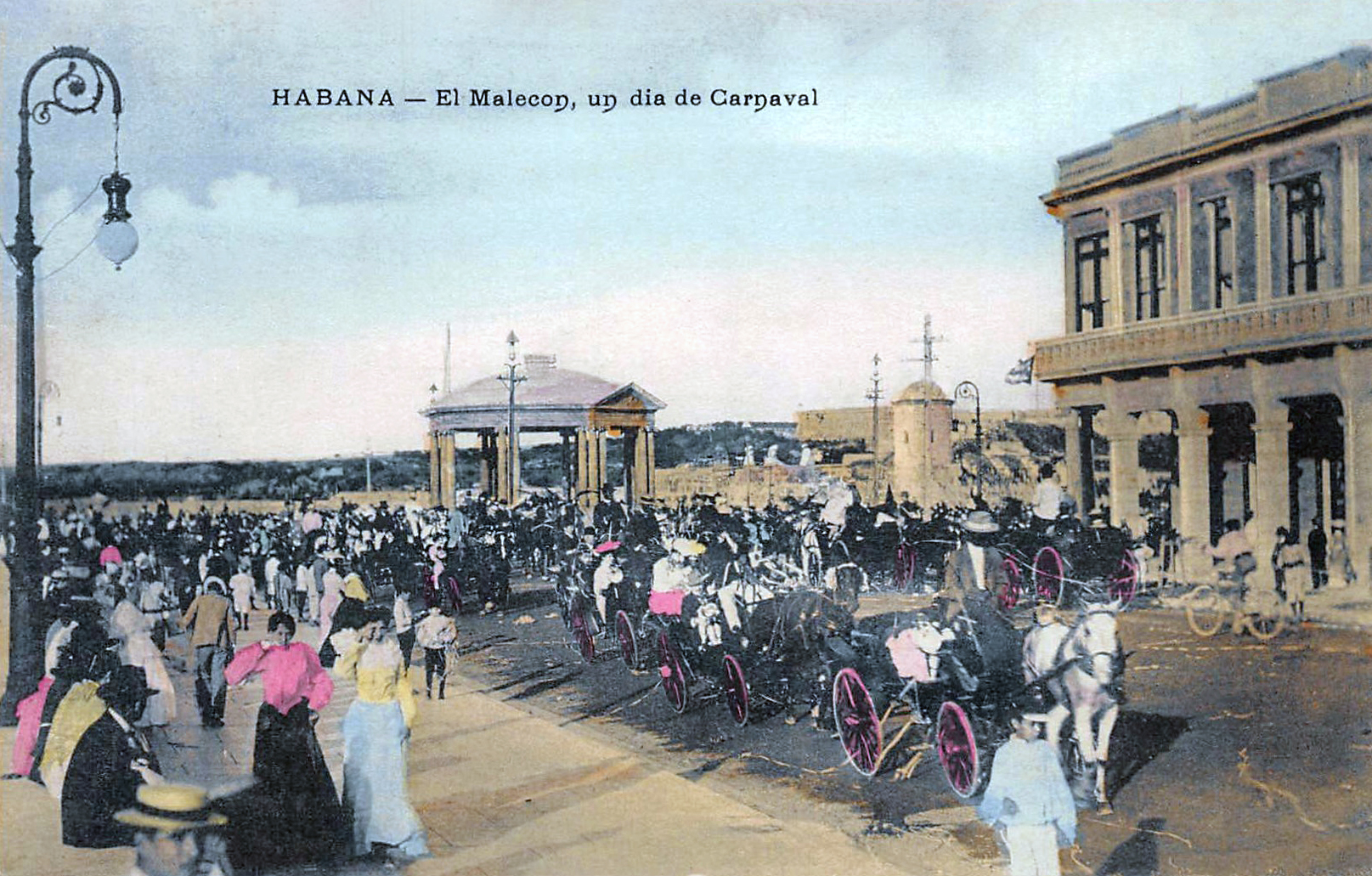
Un día de carnaval en La Habana

Lecuona se valió del carnaval cubano como su principal inspiración. Escribe que la composición "empieza con un enfoque gradual al desfile o la parada y nos une a él, [y] luego se aleja dejando atrás las últimas notas". Lecuona fusiona la línea del bajo con las notas agudas para establecer una conexión novedosa con la cultura afrocubana. Estas danzas nos transportan a la esencia del carnaval y sus bailes característicos, evocando a Cuba y sus raíces.
Además de este aspecto, hay varias anotaciones entre las líneas musicales en las que Lecuona especifica la forma en que debe interpretarse la obra. En una de las primeras, insiste en que el pianista interprete de manera tal que imite el tambor africano. En otras anotaciones, menciona que ciertas partes deben tocarse "con fuerza" y "como un vals".
Debido a sus varias influencias, las Danzas afrocubanas son conocidas por su alta dificultad técnica. "La conga de medianoche" y "Danza de ñáñingos" son consideradas las piezas más difíciles de la suite, en la medida en que cada una presenta pasajes que requieren cruces de manos, una técnica compleja, especialmente por la gran velocidad que exigen. Las Danzas también incluyen elementos similares al stride piano de los Estados Unidos, con pasajes dinámicos y acordes complejos que suponen un desafío para ambas manos. Por esta razón, las piezas suelen ser interpretadas por pianistas virtuosos, tales como Lang Lang y Morton Gould. En resumen, la suite es conocida y valorada por su complejidad, así como por las pautas de interpretación que propuso Lecuona.

## Interpretaciones notables
Numerosos pianistas en todo el mundo han ejecutado partes de la suite o en su totalidad, lo que subraya el impacto cultural y global de la obra. Alguna de las interpretaciones más notables de las Danzas son:
- Thomas Tirino - Lecuona: Complete Piano Music Vol. 3 - 1996
- Clélia Iruzun - Lecuona: Ernesto y Ernestina - 2005
- Lang Lang - En Vivo en la Salón Real Alberto - 2014
- Yamilé Cruz Montero - Piano Cubano - 2017
- Kristhyan Benítez - Afro-Cuban Dances - 2023

Cada una de estas interpretaciones exhibe una notable diversidad, ya que cada pianista articula su propia visión de cómo expresar la esencia de la suite a partir de las anotaciones dejadas por Lecuona. En particular, la interpretación de Benítez demuestra cómo el legado de Lecuona sigue vigente en el mundo de la música clásica. Benítez rindió un homenaje a la herencia africana, toda vez que ésta ha dado vida a múltiples géneros y expresiones artísticas. En todos los casos, los intérpretes expresan su respeto por la cultura afrocubana y el aporte musical de Lecuona.

## Cultura popular

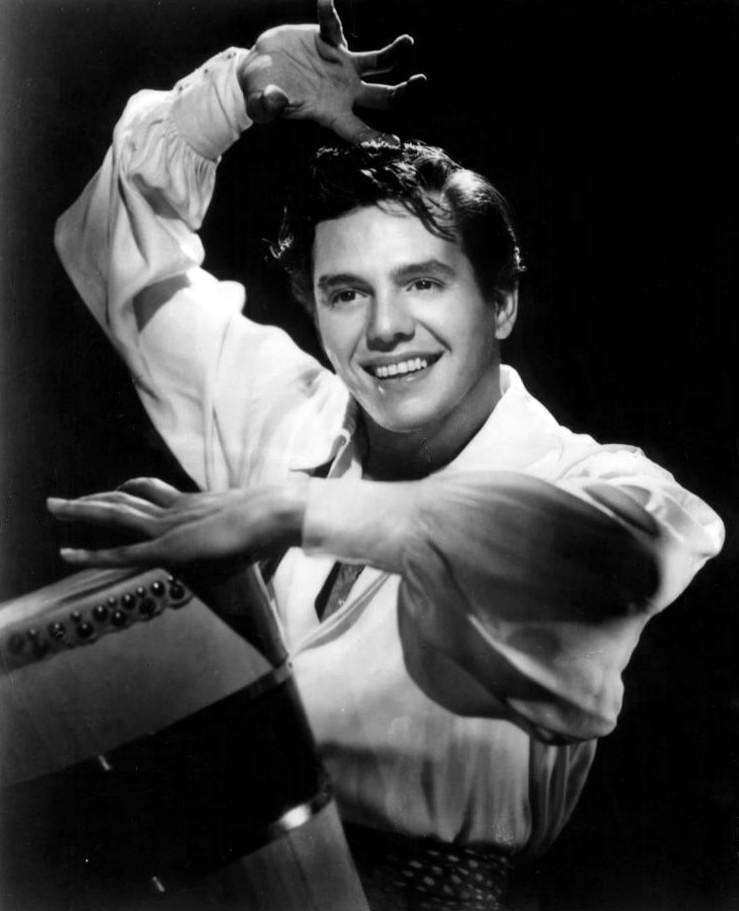
Desi Arnaz en 1950

Las obras de Lecuona, pero especialmente la suite Danzas afrocubanas, han tenido un impacto significativo en la percepción de la música cubana de origen africano y su influencia internacional. Estas piezas marcaron un punto de inflexión, primero en Cuba, luego en Europa y toda América, incluido Hollywood. Ejemplo de esto último es el actor y cantante Desi Arnaz, uno de los protagonistas del programa I Love Lucy, quien interpretó el piano y los tambores inspirado por las Danzas. 
Lecuona también se presentó en el Carnegie Hall y compuso piezas para películas de Hollywood, como All This and Glamour Too, de 1938. Además de ser compositor y pianista, Lecuona tuvo una influencia directa en sus estudiantes como director de orquesta al formar el grupo Lecuona Cuban Boys, el cual desempeñó un papel clave en la popularización de la música afrocubana en Europa y los Estados Unidos.
Las Danzas afrocubanas siguen formando parte del repertorio de pianistas y músicos contemporáneos. La inclusión de los ritmos afrocubanos en su composición constituyó un hito en la música clásica y contribuyó a la internacionalización de la cultura cubana.